# Szatja Szái Bába

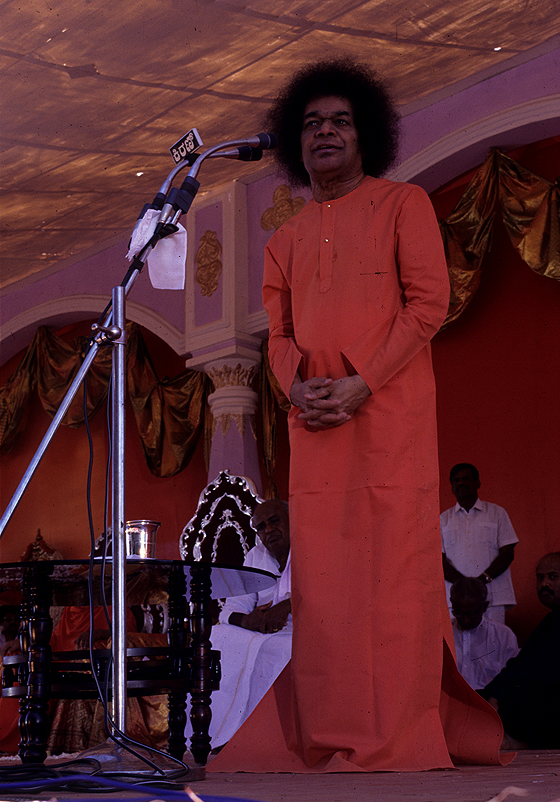
Srí Szatja Szái Bába

Srí Szatja Szái Bába (angol átírásban: Sri Sathya Sai Baba, telugu: సత్య సాయిబాబా, tamil: சத்ய சாயிபாபா) született Szatjanarajana Rádzsu (1926. november 23. – 2011. április 24.) indiai guru, spirituális és humanitárius személyiség, tanító. Filozófiája a vallások és nemzetek közötti egyenlőségre, az alapvető emberi értékek (igazság, helyes cselekedetek, béke, szeretet és erőszak-mentesség) gyakorlására, az önzetlen szolgálat végzésére és az ember eredendően isteni természetére helyezi a hangsúlyt. Az általa alapított Sathya Sai Nemzetközi Szervezet (Sathya Sai International Organization) egy több mint ötven éve működő spirituális és humanitárius szervezet. Nem tartozik egyetlen valláshoz sem, egyikük igéit sem hirdeti, ehelyett az összes vallást, hitet és nemzetiséget felöleli. A világ 123 országában jelenlevő szervezet tevékenységeinek három alappillére az önzetlen szolgálat társadalmi munka keretében, az értékközpontú alap- és felsőoktatás és a lelki tevékenységek gyakorlása (pl. éneklés, mantrázás, meditáció, spirituális tanítások tanulmányozása).
Misztikus, emberbarát és pedagógus, saját szavai szerint „Isten személyes földi inkarnációja”, ugyanakkor azt is hangsúlyozta, hogy minden ember a szeretet és Isten megtestesülése anyagi formában. Azt állította, hogy a Sirdi Szái Bába, spirituális szent és csodatévő reinkarnációja, aki 1918-ban halt meg, és akinek tanításai eklektikus keveréke a hindu és az iszlám hitnek. A vibhuti (szent hamu) és egyéb kisebb tárgyak, mint például gyűrűk, nyakláncok és karórák állítólagos materializációja mind a hírnevének, mind a vele kapcsolatos vitáknak is a forrása volt. Hívei ezeket az istenség jeleinek tartották, míg a szkeptikusok egyszerű bűvészmutatványoknak értékelték ezeket. A róla megjelent képek az otthonok falán és az autókban a jó szerencse szimbólumává váltak.

## Élete
Szatja Szái Bába 1926-ban született a dél-indiai Ándhra Prades államban, egy kis faluban, Puttaparthiban, Haidarábád közelében. Tizennégy éves korában kijelentette a családja és a falu lakói előtt, hogy ő Szatja Szái Bába, és feladata az, hogy újjáélessze a spiritualitást a világban, valamint a bölcsesség, az erény, a szeretet, a béke és az erőszakmentesség elveire tanítsa az emberiséget. Szatja Szái Bába már gyermekkorában is megmutatta különleges képességeit, tárgyakat materializált, és szent hamut teremtett a puszta levegőből. Követői elmondása alapján fizikailag egyszerre jelent meg több helyen, kivételes gyógyító erővel bírt, és a történelmi személyiségek életének minden egyes apró részletét ismerte. Szái Bába maga mondta, hogy ezek az úgynevezett csodái csupán „meghívókártyák”, amelyek arra inspirálják és bátorítják az embereket, hogy kövessék saját spirituális útjukat.
Bár azt nyilatkoztatta ki magáról, hogy 96 éves koráig fog élni, Srí Szatja Szái Bába 2011. április 24-én, húsvétvasárnap hunyt el, 84 éves korában. A követői szerint Baba a hindu holdnaptár szerint számolt, és tényleg pontosan mondta meg a halála évét. Szülőfalujában, Puttaparthiban helyezték örök nyugalomra, sírja (mahasamadhi) a nagytemplomban (mandir) tekinthető meg. Ásramja, amely (Prasanti Nilajam néven) a Legfelsőbb Béke Lakóhelyeként vált ismertté, továbbra is látogatható.

## Tanításai, közéleti tevékenysége
A hívei nem tekintik magukat vallási közösségnek. Szái Bába tanításai az igazság, erkölcs, béke, szeretet és erőszakmentesség egyetemes elvein alapulnak, és az egész emberiséghez szólnak, ezért vonzotta magához a különböző hitű és nemzetiségű útkeresőket. Munkásságának több mint hét évtizede során zarándokok milliói látogattak el Puttaparthiba, a világ minden tájáról. Az ásram főkapuja mellett egy hatalmas, a világvallások szimbólumaival díszített oszlop fogadja az odalátogatókat. Szái Bába nem kívánt új vallást alapítani, ehelyett mindenkit arra bátorított, hogy a saját vallását gyakorolja, annál nagyobb komolysággal és odaadással. Szándéka az volt, hogy az emberi értékeket szilárd alapokra helyezze, amelyek minden korban és minden kultúrára érvényesek, és amelyek nem különböznek a kereszténység etikai elveitől.
Csak egyetlen vallás létezik, a Szeretet vallása. Csak egyetlen szó létezik, a Szív szava. Csak egyetlen kaszt létezik, az Emberiség kasztja. Csak egyetlen Isten létezik, és Ő mindenütt jelenlévő.”
Mindig segíts, soha ne árts!” és „Szeress mindenkit, szolgálj mindenkit!”
Szái Bába ilyen egyszerű szállóigéken, illetve a Védanta legmagasabb szintű bölcsességén keresztül, az élet minden területén elért a követői szívéhez. Munkásságának évtizedei során, spirituális irányítása alatt számos létesítmény jött létre embermilliók – különösen a szegények és a nélkülözők – jóléte érdekében. Az általános iskolától az egyetemi szintig sok oktatási intézményt alapított több indiai államban, majd külföldön is. 
A Szái oktatási rendszer minden felekezetet befogad, és teljesen költségmentes. Az alapvető emberi értékeken alapul, és harmonikusan ötvözi a tudományt, művészeteket és a spiritualitást az oktatás minden területén. Középpontjában mindig a társadalom önzetlen szolgálata, valamint a más kultúrák és vallások iránti tolerancia áll.
A társadalom szolgálatának részeként, Szái Bába két nagy - jól felszerelt és magasan képzett orvosokkal dolgozó - kórházat is építtetett Puttaparthiban és Bengaluruban. Az egészségügyi intézetekbe a világ minden tájáról érkeznek páciensek, de mindig India legszegényebb rétegei élveznek elsőbbséget. Az ellátás mindenki számára teljesen ingyenes, még a nyitott szívműtétek is. Ezenfelül kihelyezett klinikák és egészségügyi táborok kínálnak alapvető ellátást a falvak lakóinak.
Mivel Dél-Indiában hosszú ideig tart a szárazság, Szái Bába az államok kormányainak bevonásával két nagyszabású vízprojektet is indított. Ezáltal Andhra Pradesh állam 750 falujában és Csennai (Madrász) városában milliók jutottak tiszta ivóvízhez, teljesen ingyenesen. Hihetetlenül rövid idő alatt több ezer kilométer hosszúságú vízvezetéket fektettek le, és több száz víztározót létesítettek.
Becslések szerint Szái Bábának világszerte mintegy ötvenmillió követője van[forrás?]. Százhuszonhat országban alakultak Szái csoportok és központok, ahol a hívek rendszeresen összegyűlnek imádkozni, meditálni, énekelni vagy éppen önzetlen szolgálatokat végezni.

## Kritikák
Az évek alatt a kritikusai Szai Bába ellen számtalan vádat fogalmaztak meg: bűvészmutatványok, szexuális zaklatások, pénzmosás, csalás a szolgálati projektek végrehajtásában és még gyilkosság is. Az indiai hatóságok ugyanakkor egyetlen vád ügyében sem ítélték bűnösnek, a személye elleni eljárás indításáról sincsen referencia, sőt, a megfogalmazott vádakat sem az indiai bíróságokon, sem India követségein nem követte megfelelően alátámasztott feljelentésre alapozott vizsgálat.

### Szái Bába csodatételei
1972-ben Ábrahám Kovoor fogalmazta meg Szái Bába első nyilvános bírálatát, amikor egy bhakta által nyilvánosan elmondott állítással foglalkozott, hogy Szái Bába új Seiko márkájú órát teremtett. Kovoor azt állította, hogy ez az állítás nem valódi.
1976 áprilisában Hosur Narasimhaiah, a Bangalore Egyetem fizikusa, létrehozott egy bizottságot arra, " hogy racionálisan és tudományosan megvizsgálja a csodákat és más igazolható babonákat". Narasimhaiah nyilvánosságra hozta Szái Bábának írt három levelét, amelyekben kihívta őt, hogy ellenőrzött körülmények között végezze csodáit. A leveleket a guru figyelmen kívül hagyta. Szái Bába elmondta, hogy azért, mert úgy érezte, hogy a bizottság hozzáállása nem megfelelő, hozzátette, hogy "a tudománynak csak az emberi érzékekhez tartozó dolgokra kell kiterjednie vizsgálatára, míg a spiritualizmus túlszárnyalja az érzéseket. Ha meg akarjuk érteni a szellemi hatalom természetét, akkor csak a spiritualitás útján, és nem a tudományon keresztül tehetjük ezt meg. Amivel a tudomány képes megbirkózni, az csupán a kozmikus jelenségek egy töredéke ... " Narasimhaiah bizottságát 1977 augusztusában feloszlatták. Erlendur Haraldsson szerint a bizottság kihívása negatív attitűdje miatt került zsákutcába, és talán a körülötte lévő hírverés miatt is. Narasimhaiah azt állította, hogy az a tény, hogy Szái Bába figyelmen kívül hagyta a leveleit, egyike annak a számos jelnek, hogy csodái nem valósak. Ennek az epizódnak az eredményeként az indiai újságokban több hónapig nyilvános vita folytatódott.
1986-ban Basava Premanand, egy indiai racionalista, aki 1976-ban kampányt indított Szái Bába ellen, megpróbálta börtönbe juttatni őt az indiai aranykészleteket szabályozó törvény megsértése miatt, hivatkozva Szái Bába arany tárgyainak állítólagos materializálására. Amikor az ügyet elutasították, Premanand sikertelenül fellebbezett azzal az indokkal, hogy a spirituális erő elismerése nem jogilag érvényes védelem.
Egy 1995-ös TV-dokumentumfilm Guru Busters, amelyet Robert Eagle filmgyártó készített az Egyesült Királyság 4. csatorna számára, azzal vádolta Szái Bábát, hogy megtévesztette a materializációjával. A filmcímet a Deccan-krónikában, 1992. november 23-án, a "DD Tape bemutatja a Baba mágiát" címmel látta el. Haraldsson azonban kijelentette, hogy a DD videók kivizsgálása során a kutatók nem találtak bizonyítékot a hamis materializációról. Haraldsson szerint a videót egy olyan vállalathoz vitték be, amely kivizsgálta a vállalati csalásokat, és megállapította, hogy nem szolgáltat szilárd bizonyítékot a kézharcról.
1998-ban Mick Brown brit újságíró a The Spiritual Tourist című könyvében kijelentette, hogy véleménye szerint a Szái Bába kijelentései az 1971-ben feltámadt Walter Cowan amerikai bhakta feltámadásáról valószínűleg nem igazak. Véleménye azon orvosok leveleire támaszkodott, melyeket a Basava Premanand adott ki az indiai Szkeptikus Magazinban.
A kanadai Vancouverben lévő Simon Frazer Egyetem biofizikusa, Dale Beyerstein, egy alapos kutatásokra épülő cikksorozatot jelentetett meg az Indian Skeptic című magazinban 1992-ben és 1993-ban. A sorozat „Szái Bába csodái: áttekintés” címen jelent meg, és kétségbe vonja a guru állításait. Beyerstein bebizonyította, hogy a Bába tárgyi tudása, mely állítólag mély, és minden területre kiterjed, valójában gyakran erősen hiányos, ezen felül pedig olyan trükköket alkalmaz, melyeket bármelyik cirkuszi bűvész be tud mutatni. A Szái Bába trükkjeiről készült videók tucatjai találhatók meg az interneten is, lassítva, és a felvételek többségén tisztán látszik a trükkök kivitelezése.

### A szexuális bántalmazással kapcsolatos vádak
2002 januárjában a dán illetőségű Danmarks Radio (DR) nevű országos televíziós és rádiós műsorszolgáltató által készített dokumentumfilm elemezte a Szái Bába nyilvános megnyilatkozásait bemutató videókat Seduced By Sai Baba címmel, azzal az igénnyel, hogy a materializálódási bemutatókat és az egyéb misztikus jelenségeket meg fogja magyarázni.
A dokumentumfilm egy interjút is közölt Alaya Rahmmal, a kultusz egykori követőjével, aki azt állította, hogy Szái Bába szexuálisan bántalmazta. Ennek eredményeképpen 2002-ben az Egyesült Királyság parlamentje megvitatta azt az esetleges veszélyt, ami a Szatja Szái Bába ásramját meglátogató brit családok fiugyermekei számára jelenthet. A szexuális zaklatással kapcsolatos vádakat nem sikerült bizonyítani.
2004-ben a BBC The Secret Swami címmel dokumentumfilmet készített a "The World Uncovered" című sorozat részeként. A BBC dokumentumfilm egyik központi témája ismét Alaya Rahm szexuális visszaélésekkel kapcsolatos vádjai voltak. Ez a dokumentumfilm megkérdezte Mark Roche-szel együtt, aki 1969 óta életének 25 évét töltötte Szái Bába mozgalmában és részese lehetett az állítólagos szexuális visszaéléseknek. A kiállításon Sai Baba kritikusa, Basava Premanand is vádat fogalmazott meg, a dokumentumfilmben kijelentette, hogy véleménye szerint Sai Baba hamisította a csodás megtestesüléseit. Állította, hogy Szái Bába "nemcsak csaló, hanem veszélyes szexuális bántalmazó" is. Az interjúban 30 évre visszamenő történetek szerepeltek. Premanand állítása szerint számos indiai fiú szenvedett el bántalmazásokat, de ezekről nem mertek beszélni, mert túlságosan féltek a spirituális vezetőtől illetve annak kapcsolataitól. A szexuális zaklatással kapcsolatos vádakat ugyanakkor senkinek sem sikerült bizonyítania. Az UNESCO a guru körüli híresztelések miatt lemondta Szái Bába konferenciáin való közös részvételt.

### Válaszok
Szái Bába és követői elutasítják a vallási vezetőt ért támadásokat. A The Week a hívő Bill Aitkent idézte, mondván, hogy Szái Bába hírnevét nem károsította a vele közölt negatív történetek. Azt mondta, hogy minél többen vádolták Szái Bábát, annál több új bhakta ment el hozzá.
Anil Kumar, a Sathya Sai Oktatási Intézet korábbi megbízottja a Daily Telegraphban megjelent az Isteni bukás című cikkében azt írta, hogy véleménye szerint a vita Bába isteni tervének része, és hogy minden nagy vallási vezetőnek az élete során szembe kellett néznie hasonló kritikákkal. Anil Kumar írásában elmondta, hogy gyermekkora óta érték Szai Bábát bírálatok, de minden kritikával egyre erősebb lett és győzelmet aratott.
Lawrence A. Babb a Redemptive Encounters: Three Modern Styles in the Hindu Traditions (Megváltó találkozások: Három modern stílus a hindu hagyományban) című könyvében írta Szái Bábáról: "Bárki is ő, minden bizonnyal több, mint egy egyszerű bűvész, ahogy kritikusai állítják. "
Szái Bába 2000. december 25-én nyilvánosan válaszolt az őt ért vádakra:
|  | „Néhány ember tudatlanságából kifolyólag próbálja elfojtani magában Szái Bába képét. Nem futok a hírnév után. Tehát nem veszítek semmit a hamis állításokkal. Dicsőségem napról napra növekszik. Soha nem fog csökkenni egy kicsit sem, még ha a média vastag betűkkel szeretné is nyilvánosságra hozni a hamis állításokat rólam az egész világon. Egyes bhaktákat, úgy tűnik, megzavarták ezek a hamis állítások. Ők egyáltalán nem igaz követők. Miután megismerték Szái hatalmas erejét, miért kellene félniük a "varjúktól"? ” |
|  | |

India prominens személyiségei, köztük Atal Bihari Vajpayee (majd India miniszterelnöke és Szái Bába bhaktája), 88 PN Bhagwati (India Legfelsőbb Bíróságának korábbi vezetője), Ranganath Misra (elnöki személy, Indiában az indiai nemzeti emberi jogi biztos és az India Legfelsőbb Bíróságának korábbi vezetője) a következő közleményt adták ki:
„Nagyon fájdalmas számunkra és szomorúak vagyunk a Bhagavan Szri Szatja Szái Bába ellen folytatott vad, vádaskodó és meggondolatlan állítások miatt. Általában elvárnánk, hogy a felelős média meggyőződjön az igaz tényekről, mielőtt ilyen zaklatást nyilvánosságra hozna - különösen akkor, amikor az embert világszerte tiszteletben tartják a szeretet és az emberiség önzetlen szolgálata miatt...”
Dr. Manmohan Singh, India korábbi miniszterelnöke (2004-2014 között) Szatja Szai Baba temetési ceremóniája során az alábbi nyilatkozatot tette: "ri Sathya Sai Baba a legmagasabb szintű emberi értékek hirdetőjeként több mint öt évtizeden keresztül volt ikonikus személyiség."

## Idézetek Szái Bábától
„Azért jöttem, hogy szívetekben meggyújtsam a Szeretet lámpását, és lássam napról napra egyre fényesebben ragyogni. Nem jöttem semmilyen vallás nevében, sem azért, hogy új felekezetet, egyházat teremtsek, vagy magam köré híveket gyűjtsek. Azért jöttem, hogy beszéljek nektek erről az egyetemes hitről, e spirituális elvről; a szeretet útjáról, a szeretet erényéről, a szeretet kötelességéről, a szeretet iránti elkötelezettségről.”
„Ha muszlim vagy, légy jó muszlim. Ha keresztény vagy, légy jó keresztény. Ha hindu vagy, légy jó hindu. Legyen teljes hited a saját vallásodban, és élj példamutató életet! Ez a valódi odaadás és az igazi szabadság.” (1998. szeptember 4.)
„Kövesd azt a vallást, amelyikbe beleszülettél, vagy amelyet választottál magadnak, és ragaszkodj a jó elvekhez és az erkölcsös viselkedéshez a mindennapi életed során.”
„Éljenek és virágozzanak a különféle vallások, hirdessék Isten Dicsőségét minden nyelven, minden dalban. Legyen ez az eszménykép! Tiszteljük a hitek közötti különbséget, s fogadjuk el mindegyiket egyaránt, mígnem valamennyi egységre fog törekedni. Ha minden ember a vallásalapítók által lefektetett eszmék szerint él, kerülve a gyűlölködést és kapzsiságot, akkor a világ békés és boldog lakóhellyé válhat.”

## Magyarul
- Jézus Krisztus és Sathya Sai Baba tanításaiból; összeáll. H. K. Takyi, Kishin J. Khubchandani, ford. Túri Ágnes; Sri Sathya Sai Szervezet Magyarországi Központja, Bp., 1995
- John S. Hislop: Beszélgetések Bhagawan Sri Sathya Sai Babával; ford. Túri Ágnes; Sri Sathya Sai Baba Szervezet Magyarországi Központja, Bp., 1999
- A kétségek eloszlatása. Párbeszéd Sathya Sai Babával; ford. Sebestyén Edit; Sri Sathya Sai Baba Szervezet Magyarországi Központja; Bp., 2003
- Sai Baba, a szent és a pszichiáter; ford. Túri Ágnes; Sri Sathya Sai Baba Szervezet Magyarországi Központja, Bp., 2006
- A Gayatri Mantra ereje és hatása; ford. Tordai Szabolcs; Sri Sathya Sai Baba Szervezet Magyarországi Központja, Bp., 2006
- Az örök kocsihajtó. Szemelvények a Sanathana Sarathi folyóirat 2007-ben megjelent számaiból. Sathya Sai Baba beszédei, interjúk és tanmesék; ford. Bodrogi Katalin, Száraz Szilvia, Túri Ágnes; Sri Sathya Sai Baba Szervezet Magyarországi Központja, Bp., 2008
- A nőiség dicsőítése. Összeállítás Bhagawan Sri Sathya Sai Baba beszédeiből; Sri Sathya Sai Baba Szervezet Magyarországi Központja, Bp., 2009
- Dhyāna vāhinī. A meditáció folyamata; ford. Megyeri Luca; Sri Sathya Sai Baba Szervezet Magyarországi Központja, Bp., 2010
- Préma váhiní; ford. Száraz Szilvia; Sri Sathya Sai Baba Szervezet Magyarországi Központja, Bp., 2010
- Bhāgavata Vāhinī. A Bhágavata folyama, 1-2.; ford. Megyeri Luca; Sri Sathya Sai Baba Szervezet Magyarországi Központja, Bp., 2012
- A természet a legjobb tanító. Válogatás Sathya Sai Baba tanításaiból; ford. Turi Ágnes; Sathya Sai Baba Szervezet Magyarországi Központja, Bp., 2016